# 저칼슘혈증
저칼슘혈증(문화어: 저칼시움혈증, 低-血症, hypocalcemia)은 혈청 내에 칼슘 수준이 낮은 것을 말한다. 정상 범위는 2.1–2.6 mmol/L (8.8–10.7 mg/dL, 4.3–5.2 mEq/L)이며 2.1 mmol/L 보다 낮으면 저칼슘혈증으로 정의한다. 저칼슘혈증이 천천히 발전하는 환자의 경우 증상이 없는 경우가 종종 있다. 그 밖의 증상으로는 저림, 근육 경련, 발작, 혼란, 심정지를 포함할 수 있다.
일반적인 병인에는 부갑상선 기능 저하증, 비타민 D 결핍을 포함한다. 그 밖의 병인으로는 신부전, 췌장염, 칼슘통로차단제 과다복용, 횡문근융해, 종양용해증후군, 또 비스포스포네이트와 같은 약물을 포함한다. 진단은 일반적으로 보정 칼슘이나 이온화된 칼슘 수준으로 확인하는 것이 일반적이다. 심전도(ECG)에서 특정한 변화가 관찰될 수 있다.
극심한 질병에 대한 초기 치료는 정맥 내 염화 칼슘을 주사하면서 추가로 황산 마그네슘을 포함할 수 있다. 그 밖의 치료법으로는 비타민 D, 마그네슘, 칼슘 보충제를 포함할 수 있다. 부갑상선 기능 저하증으로 인한 경우라면 히드로클로로티아지드, 인접착제, 감염식이를 권장할 수도 있다. 입원 환자들 가운데 약 18%는 저칼슘혈증을 앓고 있다.

## 같이 보기
- 고칼슘혈증
- 유열